# اگیواس سوزومناس
اگیواس سوزومناس (به لاتین: Agios Sozomenos) یک منطقهٔ مسکونی در قبرس است که در ناحیه نیکوزیا واقع شده‌است.

## خصوصیات
اگیواس سوزومناس ۴ نفر جمعیت دارد.